# NGC 1827
NGC 1827 is een balkspiraalstelsel in het sterrenbeeld Duif. Het hemelobject werd op 28 november 1837 ontdekt door de Britse astronoom John Herschel.

## Synoniemen
- ESO 362-6
- MCG -6-12-8
- AM 0508-370
- IRAS 05083-3701
- PGC 16849